# Тенсас (парафія)
Шаблон:StateAbbr_ 32°00′ пн. ш. 91°20′ зх. д. / 32° пн. ш. 91.33° зх. д.
Округ  Тенсас (англ. Tensas Parish) — округ (парафія) у штаті  Луїзіана, США. Ідентифікатор округу 22107.

## Історія
Парафія утворена 1843 року.

## Демографія
За даними перепису 
2000 року 
загальне населення округу становило 6618 осіб, усе сільське.
Серед мешканців округу чоловіків було 3273, а жінок — 3345. В окрузі було 2416 домогосподарств, 1635 родин, які мешкали в 3359 будинках.
Середній розмір родини становив 3,14.
Віковий розподіл населення поданий у таблиці:
| Стать    | До 15 років | 15-21 | 22-29 | 30-39 | 40-49 | 50-65 | 65-85 | Понад 85 |
| -------- | ----------- | ----- | ----- | ----- | ----- | ----- | ----- | -------- |
| Чоловіки | 716         | 399   | 355   | 424   | 507   | 480   | 348   | 44       |
| Жінки    | 683         | 376   | 227   | 386   | 527   | 510   | 524   | 112      |

## Суміжні округи
- Медісон — північ
- Воррен, Міссісіпі — північний схід
- Клейборн, Міссісіпі — схід
- Джефферсон, Міссісіпі — схід
- Адамс, Міссісіпі — південний схід
- Конкордія — південь
- Катаула — південний захід
- Франклін — захід

## Виноски
1. ↑  U.S. Decennial Census. United States Census Bureau. Процитовано 2 вересня 2014.
2. ↑  Historical Census Browser. University of Virginia Library. Архів оригіналу за 11 серпня 2012. Процитовано 2 вересня 2014.
3. ↑  Population of Counties by Decennial Census: 1900 to 1990. United States Census Bureau. Процитовано 2 вересня 2014.
4. ↑  Census 2000 PHC-T-4. Ranking Tables for Counties: 1990 and 2000 (PDF). United States Census Bureau. Процитовано 2 вересня 2014.
5. ↑  State & County QuickFacts. United States Census Bureau. Архів оригіналу за 27 лютого 2016. Процитовано 18 серпня 2013. [Архівовано 2016-02-27 у Wayback Machine.](англ.) Наведено за англійською вікіпедією.
6. ↑  American FactFinder. Бюро перепису населення США. Архів оригіналу за 26 лютого 2012. Процитовано 31 січня 2008. [Архівовано 2008-05-21 у Wayback Machine.]

| США | Це незавершена стаття з географії США. Ви можете допомогти проєкту, виправивши або дописавши її. |